# 景德镇湖北会馆
景德镇湖北会馆是中国江西省景德镇市现存体量最大的会馆建筑，位于珠山区彭家下弄13号，由湖北帮瓷商始建于清道光19年（1839年），现存建筑建于清同治五年（1866年）。平面为“目”字形，三进三开间，前后堂均已拆毁改建，中心天井部分保存较好，戏台雕梁画栋，木雕石刻精美。曾建有黄鹤楼、义祭祠。民国时期曾开设湖北小学。景德镇湖北会馆的主体结构保存比较完整，墙体、地板等已年久失修，2005年7月公布为景德镇市文物保护单位 。湖北会馆修葺一新后，成为中央戏剧学院的教育教学实践基地。